# این چه کوفتیه
«این چه کوفتیه» (به انگلیسی: What the Hell) تک‌آهنگی از خوانندهٔ کانادایی آوریل لوین است که در ۱۰ ژانویه ۲۰۱۱ توسط آرسی‌ای رکوردز منتشر شد. این ترانه به‌عنوان تک‌آهنگ لید آلبوم خدانگهدار لالایی منتشر شد.
این تک‌آهنگ در چارت‌های کانادا، استرالیا، نیوزلند، جزو ده ترانه اول قرار گرفت.